# Guillaume Faury

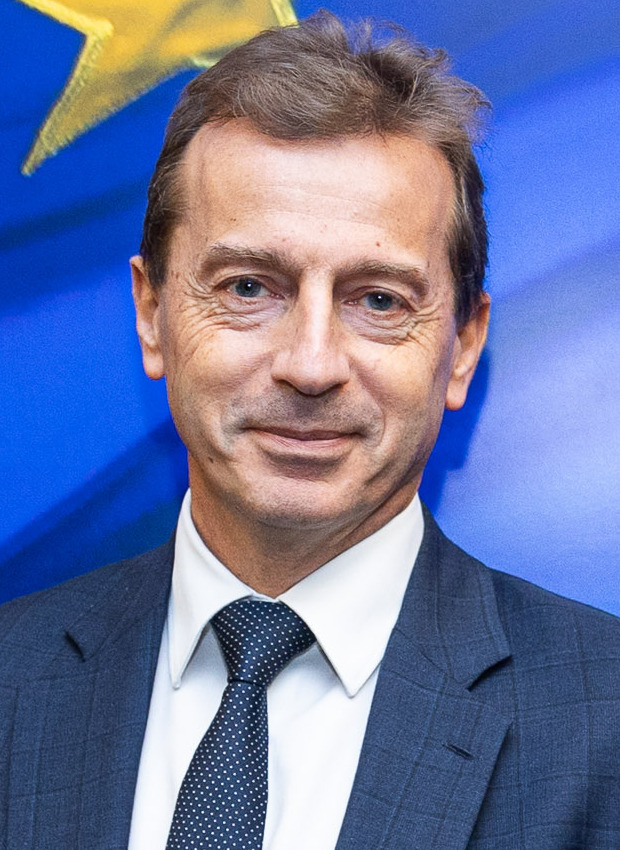
Guillaume Faury, 2023

Guillaume Faury (* 22. Februar 1968 in Cherbourg) ist ein französischer Ingenieur. Seit dem 10. April 2019 ist er Vorstandsvorsitzender der Airbus SE. Er ist in dieser Position Nachfolger von Thomas Enders.

## Leben
Faury studierte bis 1990 an der École polytechnique in Paris und anschließend am Institut Supérieur de l’Aéronautique et de l’Espace in Paris. Vor der Ernennung zum Vorstandsvorsitzenden war er Präsident des Verkehrsflugzeuggeschäfts von Airbus, eine Funktion, die er seit Februar 2018 innehatte. Von 2013 bis 2018 war er Chief Executive Officer von Airbus Helicopters. Zwischen 2009 und 2013 arbeitete er bei Groupe PSA. 2022 wurde sein Vertrag als Vorstandsvorsitzender für drei weitere Jahre bis 2025 verlängert.
Guillaume Faury ist verheiratet und hat drei Kinder.